# 庫薩 (喬治亞州)
庫薩（英語：Coosa）是位於美國喬治亞州弗洛伊德縣的一個非建制地區。該地的面積和人口皆未知。

## 地理
庫薩的座標為34°15′16″N 85°21′16″W / 34.25444°N 85.35444°W，而該地的平均海拔高度為181米（即594英尺）。